# Percis
Percis – rodzaj morskich ryb skorpenokształtnych z rodziny lisicowatych. 

## Klasyfikacja
Gatunki zaliczane do tego rodzaju:
- Percis japonica
- Percis matsuii